# 山崎あみ
山崎 あみ（やまざき あみ、1997年1月19日 - ）は、日本のファッションモデル。ラジオパーソナリティ、メディア司会、俳優、タレント。東京都出身。

## 略歴
1997年1月19日、東京都に生まれる。
2014年11月2日、兄が応募した「トップコート20thスターオーディション」で、応募者10315名の中からwith賞を受賞しデビュー。特技審査でニワトリや平泉成のモノマネを披露するなど、個性的なキャラクターで大きなインパクトを与えた。後に『ズームイン!!サタデー』（日本テレビ）番組内でも披露している。
2015年3月31日、公式ブログを開設。同年4月1日、大学入学。4月4日より『ズームイン!!サタデー』（日本テレビ）にお天気キャスターとして出演。
2017年11月、トップコートからソニー・ミュージックアーティスツへの移籍が発表された。
2019年3月31日、国立音楽大学音楽学部演奏・創作学科声楽専修卒業。同年4月13日、読売ジャイアンツの試合で始球式を務める
2021年4月から『MUSIClock』（InterFM897、月曜 - 木曜7:00 - ）の最新音楽ニュースコーナー担当。
2022年4月から　音楽バラエティー番組にリニューアルしたinterfm『MUSIClock with THE FIRST TIMES』（月曜 - 木曜7:00 - 8:55。略称みゅじろく）のメインDJに。みゅじろくでは、日替わりのミュージシャンゲストとのトークにおいて、音楽愛あふれるやりとりを展開。各曜日担当のお笑い芸人とは、ショートドラマやアドリブ漫才など多彩な企画をこなす。とりわけ、大喜利では類いまれなる速さで絶妙な回答をし、芸人たちを驚かせている。『みゅじろく』においてはコンビを組む各曜日担当芸人は全員年上だが、山崎あみは遠慮なくツッコミを入れ、たしなめることができる。耳心地の良い声と、よく笑う明るさ、急にものまね等を振られても全力でやり切る潔さ、反射神経の鋭さなどが持ち味。『みゅじろく』での企画『即答クイズ 外して正解！』（別名『外すクイズ』）で大喜利力・瞬発力を発揮している。ピン芸人のマツモトクラブが「第1問」と言うと、解答者は「はずす!」と返さねばならない。続いて「水戸黄門の格さんが最後に出したのは何？」などと出題、解答者は瞬時に面白い誤答をしなければいけない超速大喜利的コーナー。この企画において、山崎あみは、｢水戸黄門｣の格さん、最後に何を出した?→｢平泉成｣・今の日本の首相は→｢リリー・フランキー｣・同番組に出演もする構成・放送作家キムラナオヒロの本名は→「マダガスカルこういち」などの即答を繰り出している。『外すクイズ』での即答については「自分の中の面白い単語を言ってるだけですね」とも述べている。
『MUSIClock with THE FIRST TIMES』のメインDJを務めている際の信条は、「皆さんの人生を潤したいんです。出演芸人さんを知らないと入りにくいでしょうけど、聴けば味が出てきて毎日絶対楽しくなる。人生潤すんで、諦めないで聴いてください」である。
2022年10月からは、MC小原ブラスおよび山崎あみが、心の健康に関する話題を毎回ゲストから聞きだしていくポッドキャスト番組『B-Side Talk～心の健康ケアしてる?』に出演。
2023年1月開始の『山崎あみ『うるおう』リコメンド  by Kyodo News』（うるりこ。YouTube&ポッドキャスト番組毎週金曜）メインパーソナリティ。

## 人物
- 愛称はあーみん、主食はラーメン[8]。
- 趣味は読書、映画鑑賞。特技は歌、ピアノ、ニワトリのモノマネ（モノマネは急に振られてもためらわず全力）。超速大喜利（急に振られると嫌がるものの、結果、速度・角度ともに異次元なことがしばしば）
- ラジオの生放送中、せりふをよく噛むことから、リスナーから「甘噛み様」「甘噛みの女王」と呼ばれる。ただ、「あみさんから『噛む』を取り上げないで!」など、リスナーはむしろ、山崎あみがせりふを噛むことを日々心待ちにしている。そして、その期待が裏切られた日はない。
- ｢山崎あみ『うるおう』リコメンド｣（うるりこ）のYouTubeチャンネルやSNSで毎週更新される番組PR・告知動画が、モノマネやミニコント、一人二役、ツッコミ字幕入り、など多彩。独特な動画群になっている[9]。

## 出演

### 映画
- 黒崎くんの言いなりになんてならない（2016年） - 瀬田英玲奈 役
- ひだまりが聴こえる（2017年） - 横山美穂 役
- シティーハンター（2024年、Netflix） - 山崎アミ 役[10]

### テレビドラマ
- 黒崎くんの言いなりになんてならない（2015年12月22日 - 2015年12月23日、日本テレビ） - 瀬田英玲奈 役
- イノセンス 冤罪弁護士 第9話・第10話（2019年3月16日・23日、日本テレビ） - 花巻京香 役
- スポットライト 第10話「絶対泣かない、私。」（2020年9月8日、TOKYO MX） - 主演・愛美 役
- 藤子・F・不二雄 SF短編ドラマ「定年退食」（2023年4月16日、NHK BSプレミアム・BS4K）
- デンジャラス・ドア（2023年11月14日・11月21日・11月28日、TOKYO MX）[11]

### その他テレビ番組
- ズームイン!!サタデー（2015年4月4日 - 2022年3月27日、日本テレビ）[12][13]
  - お天気コーナー担当 （2015年4月4日 - 2021年3月27日）
  - ロケ企画担当キャスター （2021年4月3日 - 2022年3月26日）
- ラフ’sラボ（2016年 - 、フジテレビ） - レギュラー[1]
- ヒルナンデス!（2016年12月8日・2018年4月26日・2018年5月3日、日本テレビ）
- なら婚（日本テレビ）
- 潜入!ウワサの大家族（フジテレビ）
- 痛快TV スカッとジャパン（フジテレビ）
- 浜ちゃんが! #790（2024年4月11日、読売テレビ）

### ラジオ、ポッドキャスト
- 劇団サンバカーニバル（2019年4月6日 - 2020年3月、FM FUJI） - レギュラー
- トヨタモビリティ神奈川 presents KANAGAWA SUNDAY TRIP（2020年5月3日 - 、FMヨコハマ 「Lucky Me」内）- リポーター[14]
- MUSIClock（2021年4月5日 - 2024年9月30日、InterFM897） - メインDJ（月曜 - 木曜）
  - MUSIClock＋（2024年11月1日 - 2025年6月27日、InterFM897） - メインDJ（金曜）
- ポッドキャスト番組『B-Side Talk～心の健康ケアしてる?』（2022年10月 - 2024年６月） - MC
- 山崎あみ『うるおう』リコメンド by Kyodo News（2023年1月13日 - 、共同通信制作YouTube&ポッドキャスト） - メインパーソナリティ
- フジロックフェスティバル（2022年・2023年、interFM897 スペシャル番組） - DJ
- THE TRAD（2023年10月4日・5日、TOKYO FM） - 中川絵美里不在時のアシスタント代理
- 徳光和夫 とくモリ!歌謡サタデー（2024年6月22日、ニッポン放送） - ゲスト[10]

## 出版

### 写真集
- Cantabile（2024年6月26日、ワニブックス、撮影：西條彰仁）ISBN 978-4847085611[15]

### デジタル写真集
- 美脚クライマックス vol.1･2（2020年5月29日、講談社［FRIDAYデジタル写真集］、撮影：佐藤裕之）[16][17]
- 慣れない鼓動（2024年9月9日、集英社［週プレ PHOTO BOOK］、撮影：東京祐）[18]
- 花のような、風のような（2025年2月10日、集英社［週プレ PHOTO BOOK］、撮影：中村和孝）[19]

### 雑誌
- with（講談社、2015年1月号 - ）- 専属モデル
- VoCE（講談社、2023年 - ）※イオン化粧品タイアップ
- 美的（小学館）
- Mini (雑誌)（宝島社）
- 週刊ヤングジャンプ（集英社）
- FRIDAY（講談社）
- Kyodo Weekly（株式会社共同通信社 企業・団体・官公庁向け会員制週刊誌）コラム「音楽の森」（2023年1月 - 月1回）
- アップトゥボーイ（ワニブックス）vol.336 グラビア 2024年2月